# Masters of the Universe: The Power of He-Man
Masters of the Universe: The Power of He-Man ist ein Computerspiel von Mattel Electronics. Aufgrund des großen Erfolgs der Action-Figuren-Reihe Masters-of-the-Universe bei deren Einführung 1982 ließ Spielzeughersteller Mattel von seiner eigenen Videospiel-Abteilung Mattel Electronics eine Videospielumsetzung mit dem Untertitel The Power of He-Man entwickeln. Das Spiel erschien zum Weihnachtsgeschäft 1983 für das hauseigene Intellivision und den Atari 2600. Es war neben Burgertime das bestverkaufte Intellivision-Spiel des Jahres, durch den Zusammenbruch des Videospielmarktes im darauffolgenden Jahr ist es allerdings zweifelhaft, ob es die Marke von einer Million Einheiten erreicht hat.

## Spielaufbau
Als Charaktere kamen nur He-Man als Figur des Spielers und Skeletor als Gegenspieler vor. Der erste Teil des Spiels ist ein Shoot ’em up, in dem man als He-Man an Bord des Wind Raiders, eines Fluggeräts, gegnerischen Strahlen ausweichen und für ausreichend Treibstoff sorgen muss, um Castle Grayskull zu erreichen. Im zweiten Teil, der in Castle Grayskull angesiedelt ist, kämpft man sich in Jump-’n’-run-Manier nur mit einem Schild bewaffnet bis zu Skeletor durch.

## Technik
The Power of He-Man wurde ab Februar 1983 von zwei Programmierern entwickelt: Rick Koenig erstellte den ersten Teil, der den Flug im Wind Raider beinhaltete, und Vladimir Hrycenko war für den zweiten Abschnitt, der in Castle Grayskull angesiedelt war, verantwortlich. Hrycenko konnte bis Ende April keine zufriedenstellenden Ergebnisse liefern, sodass er durch Ray Kaestner ersetzt wurde. Ray Kaestner verwarf den schon vorliegenden Code und begann von vorn. Er verwendete neue, von ihm entwickelte Grafik-Routinen und konnte den Fertigstellungstermin Ende Mai halten.
Diese von Kaestner entwickelten Grafikroutinen sorgten dafür, dass sich Objekte weicher und schneller bewegten als in normalen Intellivision-Spielen. Das Marketing von Mattel bezeichnete sie als Super Graphics und entwickelte ein entsprechendes Logo, das alle Spiele tragen sollten, bei denen die neuen Grafikroutinen verwendet wurden. The Power of He-Man wäre so allerdings das einzige Spiel gewesen, das dieses Logo hätte tragen können. So ging das Marketing dazu über, das Super-Graphics-Logo bei allen neu erscheinenden Spielen zu verwenden, auch bereits vor der Veröffentlichung von The Power of He-Man. Burgertime war das erste Spiel mit Super-Graphics-Logo.

## Verschiedenes
The Power of He-Man war Teil einer bedeutenden Veränderung, was die Nennung der beteiligten Programmierer auf der Spieleverpackung betrifft. So war es in der damaligen Videospiel-Branche üblich, die Namen der Programmierer nicht zu nennen, da immer die Gefahr bestand, dass ein Konkurrent gute Programmierer abwarb. Allerdings waren spätestens 1983 die jeweiligen Mitarbeiter allen Spielefirmen bekannt, manchmal auch über gegen Zahlung ausgehändigte interne Telefonlisten. Daneben sah man jetzt auch den marketingtechnischen Aspekt eines Wiedererkennungswerts von bekannten Programmierern bei den Spielern.
Am 27. Mai 1983 gab Mattel bekannt, dass zukünftig die beteiligten Programmierer auf den Spieleverpackungen genannt werden. The Power of He-Man war das erste Spiel, auf dem dies geschah.
Mattel Electronics wurde im Januar 1984 geschlossen, wodurch eine bereits fertiggestellte Fassung für das ColecoVision nicht mehr veröffentlicht und die Entwicklung einer Fortsetzung mit dem Arbeitstitel Masters of the Universe II eingestellt wurde.